# Conway Springs
Conway Springs és una població dels Estats Units a l'estat de Kansas. Segons el cens del 2000 tenia 1.322 habitants.

## Demografia
Segons el cens del 2000, Conway Springs tenia 1.322 habitants, 469 habitatges, i 318 famílies. La densitat de població era de 654,4 habitants per km².
Dels 469 habitatges en un 38,2% hi vivien nens de menys de 18 anys, en un 55,2% hi vivien parelles casades, en un 10,2% dones solteres, i en un 32% no eren unitats familiars. En el 31,1% dels habitatges hi vivien persones soles el 16,2% de les quals corresponia a persones de 65 anys o més que vivien soles. El nombre mitjà de persones vivint en cada habitatge era de 2,71 i el nombre mitjà de persones que vivien en cada família era de 3,46.
Per edats la població es repartia de la següent manera: un 33,5% tenia menys de 18 anys, un 7,2% entre 18 i 24, un 24,4% entre 25 i 44, un 17,5% de 45 a 60 i un 17,4% 65 anys o més.
L'edat mediana era de 34 anys. Per cada 100 dones de 18 o més anys hi havia 78,7 homes.
La renda mediana per habitatge era de 37.566 $ i la renda mediana per família de 48.000 $. Els homes tenien una renda mediana de 35.893 $ mentre que les dones 21.875 $. La renda per capita de la població era de 15.470 $. Entorn del 3,5% de les famílies i el 4,8% de la població estaven per davall del llindar de pobresa.

## Poblacions més properes
El següent diagrama mostra les poblacions més properes.